# Aldona americana
Aldona americana är en svampart som beskrevs av Petr. & Cif. 1932. Aldona americana ingår i släktet Aldona och familjen Parmulariaceae.   Inga underarter finns listade i Catalogue of Life.